# Sarıkaya, Adıyaman
Sarıkaya là một xã thuộc thành phố Adıyaman, tỉnh Adıyaman, Thổ Nhĩ Kỳ. Dân số thời điểm năm 2011 là 275 người.